# 新加坡能源
1°16′27″N 103°47′59″E / 1.274154°N 103.799805°E

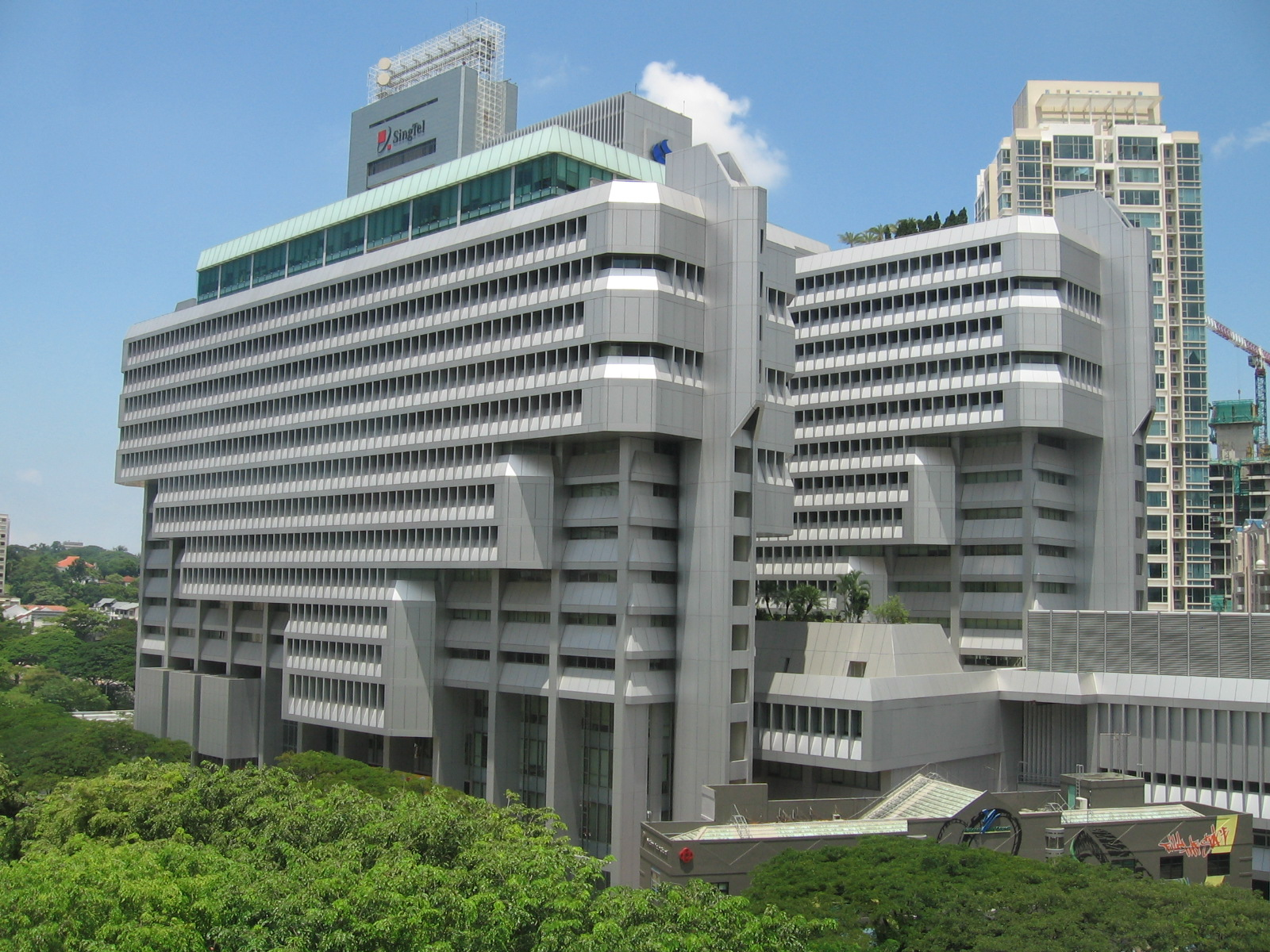
位于索美塞道上的原新能源大厦（2008年后已改名为TripleOne Somerset）。

新加坡能源有限公司（英語：Singapore Power Ltd）简称新能源，又称新加坡电力。前身为新加坡公共事业局（PUB）所属的电力与天然气事业部门，为新加坡超过140万的客户提供电力及液化石油天然气的传输、分配以及市场支持服务，是新加坡最大的公司之一，邮政編碼為117438。新能源于1995年10月在新加坡电力改革初期进行公司化重组，由新加坡政府投资的淡马锡控股集团以控股的方式控制公司的全部资产。刚成立时公司英文名为 Singapore Power and Gas, 由于其缩写 SPG 带有贬义，不久后正式更名为 Singapore Power。

## 主要子公司
- SP PowerAssets - 成立与2003年10月，新加坡目前唯一的拥有输电执照、拥有电力输电网与配电网的输配电企业。其拥有新加坡国内主要的输配电资产，包括变电站和地下输电电缆等总计大约65亿新元（2006年5月31日）。
- SP PowerGrid - 成立与2003年10月，由 SP PowerAssets 委任管理其业务，包括输配电电网的运行与维护。SP PowerGrid 通过了ISO 9001:2000 网络开发与管理的认证。其业务包括电力网络的规划，项目管理，网络管理，控制通信以及状态监控。
- PowerGas - 新加坡唯一的天然气提供商与系统调度方。
- SP Services - 提供整合的電力，自來水以及天然氣的客戶服務，拥有新加坡电力市场中唯一的市场支持服务执照（Market Support Services Licenses，MSSL），提供计表服务，电表数据管理，协助客户进行服务的登记注册以及在不同的零售商之间进行业务转移。
- AusNet Services - Singapore Power International Pte Ltd, 新能源全资子公司，拥有澳大利亚维多利亚州电力服务商 AusNet Services 31.1% 的股份。AusNet Services在澳洲证券交易所。新能源之前拥有其51%的股份，并将其名称改为SP AusNet。2014年中国国家电网收购了其19.9%的股份后，公司名改为AusNet Services。[2]
- SP Telecom - 提供通信基础设施、部署通信服务的子公司。

## 主要合资公司
- Power Automation - 由新加坡电力与西门子在1995年7月建立。主要面向亚太地区提供继电保护、变电站自动化、能源管理以及信息系统服务。
- Singapore District Cooling - 由新加坡电力与法国能源服务公司达尔凯（英语：Dalkia）在2000年9月合资建立。主要为Marina South New Downtown提供区域空调系统。该系统是当年新启动的一项利用中央控制冷却水对商业建筑进行空调降温的工程。

## 争议
在澳大利亚造成171人遇难的2009年维多利亚森林大火之后，报道称新加坡电力被澳洲当地检察机关以对电网线路的维护管理有疏忽而遭到起诉：电网线路由于没有配备价值10澳元的保护设备而导致2009年2月7日位于的Kilmore East大火。 新加坡电力后来向公众说明被控告方仅为其所属的负责当地配网运营的子公司SPI Electricity Pty Ltd，而非新加坡电力。
2015年，新加坡电力解雇了四名员工：Ridhuan Ramli，Suffiandi Mohamad Suhaimi，Kutty Hassan，以及 Jasman Tiron。新加坡贪污调查局指出这四名前员工对建屋發展局新建項目的承包商中国建筑（南洋）发展有限公司的设备安装检查时接受了50到450新元不等的贿赂。